# Carl Valeri
Carl Valeri (Canberra, 14 augustus 1984) is een Australische betaald voetballer van Italiaanse afkomst die bij voorkeur speelt als verdedigende middenvelder. Hij verruilde in januari 2010 US Grosseto FC voor US Sassuolo Calcio. In maart 2007 debuteerde hij in het Australisch voetbalelftal. Vanwege zijn gelijkenis met Vince Grella wordt Valeri wel aangeduid als Mini Vinnie.

## Clubcarrière
Valeri speelde in eigen land voor Joeys Canberra. In 2003 werd hij gecontracteerd door Internazionale. De Italiaanse topclub verhuurde de middenvelder vervolgens aan Spal 1907 Ferrara (2004-2005) en US Grosseto FC (2005-2007). In juli 2007 contracteerde Grosseto Valeri definitief.

## Interlandcarrière
Valeri speelde in 2004 met Australië op de Olympische Spelen. Hij debuteerde op 24 maart 2007 in het Australisch nationaal elftal in een oefenwedstrijd tegen China. Valeri behoorde tot de selectie voor de Azië Cup 2007, het eerste Aziatische toernooi waaraan Australië deelnam na de overstap van de OFC naar de AFC in januari 2007.

## Erelijst
US Sassuolo
- Serie B

2013